# Паметник на Незнайния воин (Търговище)
Паметникът на Незнайния воин (наричан също Войнишкият паметник) е паметник в Търговище, който увековечава 49 офицери, 67 подофицери и 825 войници от Търговище и околията, загинали във войните. През Сръбско-българската война (1885), Първата балканска война (1912 – 1913) и Първата световна война (1915 – 1918). Допълнително е поставен релеф в памет на загиналите при участието на България във войната срещу Третия Райх през 1945 г.
Композицията „Устрем“ изобразява бронзови фигури на подофицер и войник върху бетон, облицован с червен варовик. На стените на постамента са прикрепени метални релефи, представящи важни сражения от войните и надпис: „Вечна слава на падналите за Родината“.

## История
На 7 април 1938 г. е положен основният камък на паметника. Открит е през 1939 г. в центъра на Търговище. Негов автор е скулптурът Любомир Далчев.
Няколко години след откриването на паметника по политически причини той е демонтиран и изхвърлен в покрайнините на града. Освен следите на времето – пукнатини и корозия, преместването оставя върху него и други поражения – липсват части от ръка, пушка, ботуши, част от шинела. В този вид през 1972 г. Войнишкият паметник е поставен на днешното му място, на бул. „Цар Освободител“ в градинката близо до Археологическата експозиция.
През 2015 г. с дарения, направени от Ротари клуб Търговище, е подновена облицовката на постамента и металните релефи, представящи важни сражения от войните. Поставени са информационни табели. По проект е изградена алея и обновена съществуващата. Поставено е изцяло ново художествено осветление на скулптурата. В непосредствена близост е монтирана и паметната плоча на загиналите 25 редници през времето на Първата световна война.